# Teedieae
Teedieae Benth., 1835 è una tribù di piante angiosperme appartenenti alla famiglia delle Scrophulariaceae.

## Etimologia
Il nome della tribù deriva dal suo genere tipo Teedia Rudolphi, 1799 il cui nome è stato dato in ricordo del botanico e viaggiatore tedesco J. G. Teede.
Il nome scientifico della tribù è stato definito dal botanico inglese George Bentham (22 settembre 1800 – 10 settembre 1884) nella pubblicazione "Edwards's Botanical Register; or, Flower Garden and Shrubbery. London - 21: ad t. 1770." del 1835.

## Descrizione

### Portamento
Il portamento delle specie di questa tribù è soprattutto arbustivo (ma anche erbaceo) a volte epifita (Dermatobotrys) con grossi e legnosi rizomi glabri altre volte suffruticoso. La superficie di queste piante può essere glabra, ghiandolare-viscida oppure da ghiandolare-pubescente a densamente villosa. Il portamento dei fusti varia da decombente a ascendente o eretto. La sezione dei fusti di alcune specie è quadrangolare a causa della presenza di fasci di collenchima posti nei quattro vertici, mentre le quattro facce sono concave (in Phygelius i fusti sono 4-alati).

### Foglie

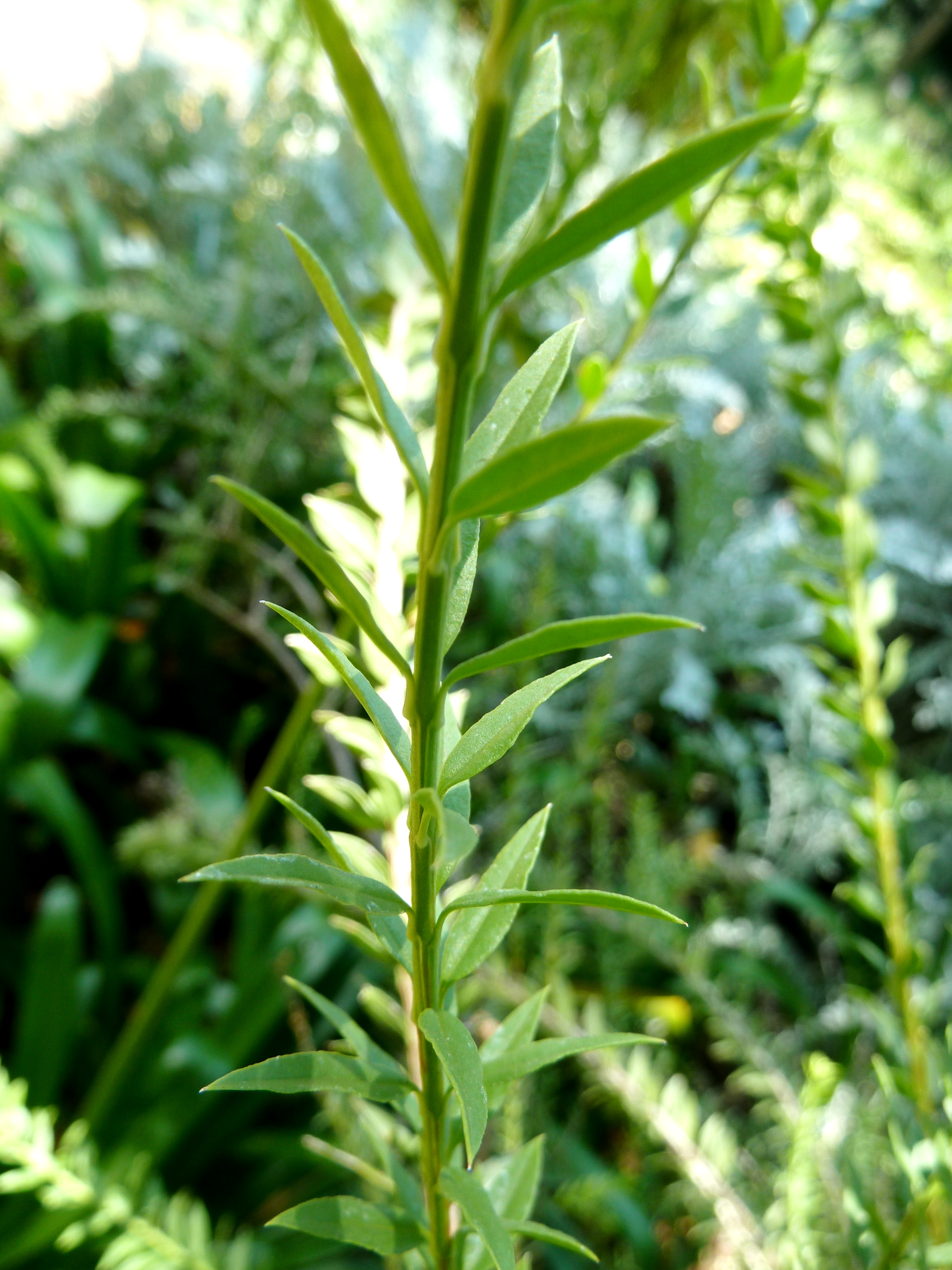
Le foglie
Freylinia undulata

Le foglie cauline hanno una disposizione opposta o verticillata (raramente alternata), sono sessili, subsessili, brevemente picciolate o distintamente picciolate ed hanno una lamina oblunga-ovoide a ampiamente lanceolata o orbicolare con apici acuminati e margini interi o dentati (a volte i margini sono revoluti). La consistenza delle foglie può essere carnosa.

### Infiorescenze

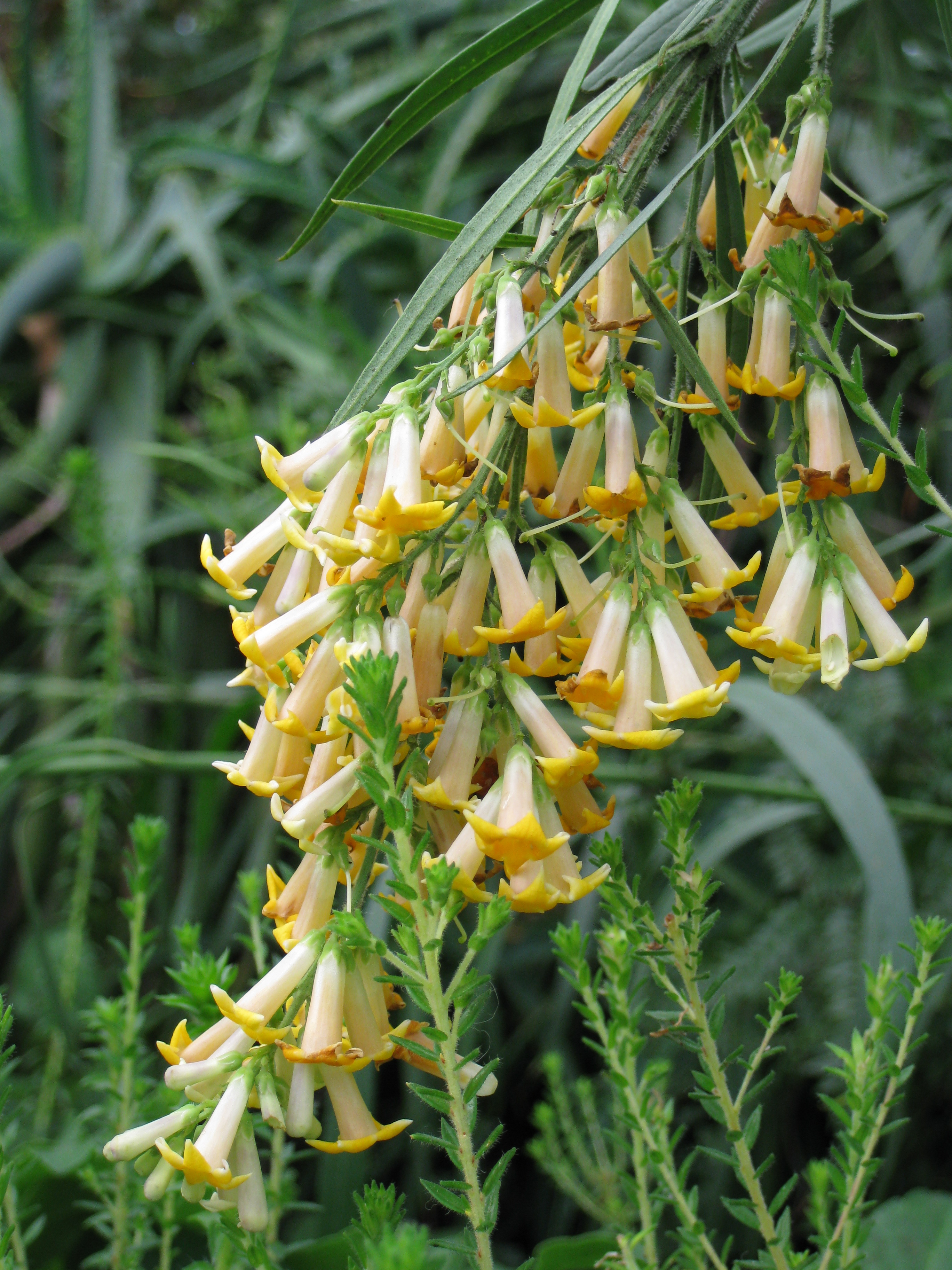
Infiorescenza
Freylinia lanceolata

Le infiorescenze sono racemose (Oftia) o delle cime ascellari (Ranopisoa e Teedia). I fiori sono brevemente pedicellati. Le bratteole possono essere sia presenti che assenti.

### Fiori

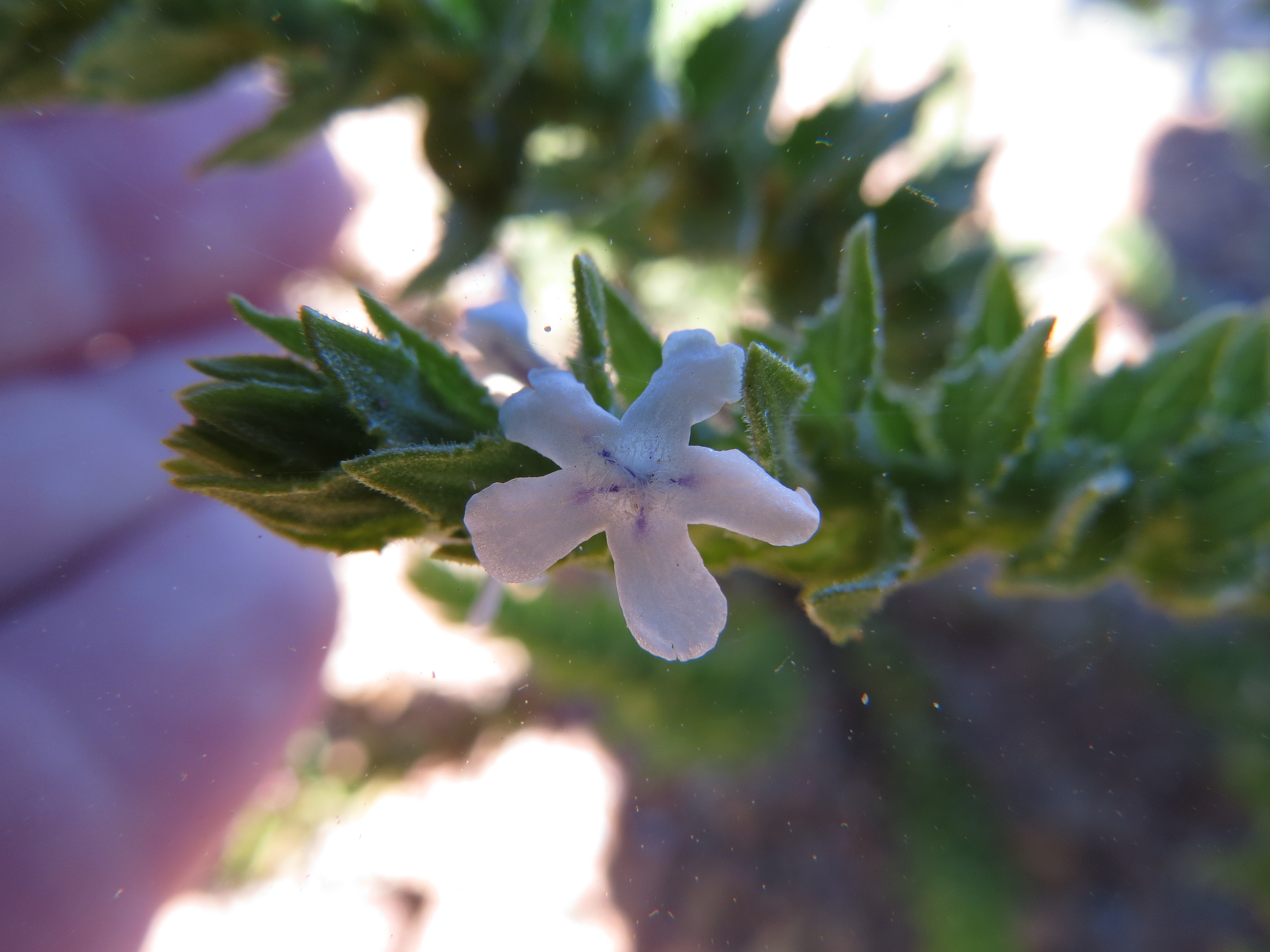
I fiori
Oftia africana

I fiori, ermafroditi e più o meno attinomorfi, sono tetraciclici (ossia formati da 4 verticilli: calice– corolla – androceo – gineceo), pentameri (i verticilli del perianzio hanno più o meno 5 elementi ognuno).
- Formula fiorale:

X K (4-5), [C (2+3) A 5 o 2+2 o 2], G (2), supero, capsula.
- Il calice, gamosepalo, ha una forma campanulata e termina con cinque profondi lobi uguali o subuguali.

- La corolla, di tipo gamopetala (i petali sono concresciuti) e subruotata, è formata da un tubo diritto (a volte lungo e incurvato) terminante con cinque lobi. La forma del tubo a volte è simile ad una tromba subattinomorfa oppure ad un imbuto oppure a delle forme subcilindriche oppure è semplicemente campanulato. I lobi a volte sono patenti, altre formano una struttura bilabiata; hanno delle forme da rettangolari a ovoidi-oblunghe e arrotondati. Il colore della corolla è rosso brillante, porpora, bianco, blu pallido, giallo o lilla.

- L'androceo è formato da 4 - 5 stami didinami sporgenti o inclusi. A volte il quinto stame è uno staminoide. I filamenti sono adnati alla gola della corolla. I filamenti sono molto corti. Le antere hanno due teche (antere biloculari) uguali con portamento da separato a confluente che si aprono per mezzo di un'unica fessura distale. I granuli pollinici sono del tipo tricolporato.

- Il gineceo è bicarpellare (sincarpico - formato dall'unione di due carpelli connati). L'ovario (biloculare) è supero con forme da conico-ovoidi a subglobose. Ogni loculo ha due ovuli. Lo stilo ha uno stigma obliquo e appena bilobo oppure è capitate (Ranopisoa) o globoso (Freylinia). Il disco nettarifero in genere è presente.

### Frutti
I frutti sono delle drupe nere (Oftia) o delle bacche (Teedia) o delle capsule ( Ranopisoa). I semi sono pochi (1 - 6) o numerosi. La testa può essere percorsa con discontinuità da alcune coste oppure è reticolata. In alcune specie i semi sono subalati.

## Biologia
Le specie di questo raggruppamento si riproducono per impollinazione tramite insetti (impollinazione entomogama).
La dispersione dei semi avviene inizialmente a causa del vento (dispersione anemocora); una volta caduti a terra sono dispersi soprattutto da insetti tipo formiche (mirmecoria).

## Distribuzione e habitat
Le specie di questa tribù sono diffuse soprattutto in Sudafrica, con alcune specie presenti in Tanzania e Madagascar.
Habitat più o meno tropicali (o subtropicali).
| Genere        | Distribuzione        |
| ------------- | -------------------- |
| Dermatobotrys | Sudafrica            |
| Freylinia     | Sudafrica e Tanzania |
| Oftia         | Sudafrica            |
| Phygelius     | Sudafrica            |
| Ranopisoa     | Madagascar           |
| Teedia        | Sudafrica            |

## Tassonomia
La famiglia delle Scrofulariacee comprende 59 generi e oltre 1800 specie. La famiglia è caratterizzata soprattutto dai fiori zigomorfi (bilabiati), dai sepali e petali connati, dagli stami in numero di 4 (un quinto è staminoide), dai filamenti adnati alla corolla, dalle antere biloculari e dall'ovario formato da 2 carpelli.

### Filogenesi

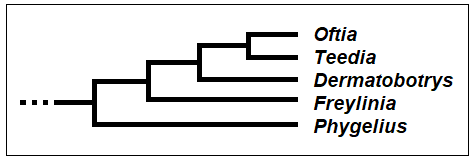
Cladogramma della tribù

All'interno della famiglia la tribù Teedieae, da un punto di vista filogenetico, risulta "gruppo fratello" della tribù Buddlejeae e insieme formano un gruppo monofiletico. Anche il gruppo "Teedieae", comprendente una linea di arbusti sudafricani, è fortemente monofiletico e insieme alle Buddlejeae condividono la morfologia le antere con teche separate. Una sinapomorfia per questo gruppo potrebbe essere l'infiorescenza a foglia tipica dei generi Oftia, Teedia e Dermatobotry. All'interno della tribù i due generi Oftia e Teedia formano un "gruppo fratello" e costituiscono il "core" della tribù mentre il genere Phygelius risulta il più "esterno" di tutti in posizione "basale" (il primo ad essersi evoluto dal resto del gruppo). Recenti studi sul polline di alcune specie di questa tribù sono coerenti con la struttura filogenetica ricavata dai dati molecolari del DNA.
Il cladogramma tratto dallo studio citato mostra la posizione filogenetica interna di alcuni generi della tribù.

### Generi
La tribù si compone di 6 generi e 18 specie:
- Dermatobotrys Bolus, 1890 (1 sp.)
- Freylinia Colla, 1824 (9 spp.)
- Oftia Adans, 1763 (3 spp.)
- Phygelius E. Meyer ex Benth.,1836 (2 spp.)
- Ranopisoa J.F. Leroy, 1977 (1 sp.)
- Teedia Rudolphi, 1800 (2 spp.)

Note: 
- Dermatobotrys in passato ha fatto parte della tribù Russelieae Pennell, 1920 (famiglia Plantaginaceae).
- Freylinia e Phygelius tradizionalmente formavano la tribù Freylinieae Barringer, 1993, ora non più considerata tassonomicamente.